# Семёнова, Александра Юрьевна
Александра Юрьевна Семёнова (род. 26 мая 1998, Новгород) — российская гимнастка, Заслуженный мастер спорта России, Чемпионка мира и Европы в групповых упражнениях, чемпионка Санкт-Петербурга в индивидуальном многоборье, призёр чемпионата России.

## Жизнь
Родилась 26 мая 1998 года в Новгороде. Уже в 2 года начала заниматься художественной гимнастикой под руководством своей мамы (Виктории Текель) и бабушки.
Отец Саши без вести пропал, когда ей было 6 лет.
Когда Семёновой было 10 лет, она с мамой переехала в Санкт-Петербург. До 2011 года тренировалась в ЦХГ «Жемчужина», до 2013 года — в Пушкинской СДЮСШОР.

## Карьера

### 2010 год
В 2010 году на Первенстве России заняла 10 место, тем самым попав в резервную сборную команды России.

### 2011 год
В 2011 году на соревнованиях «Юность России» заняла 1 место.
На своих первых международных соревнованиях «Petah Tikva Cup» заняла 1 место.
На Пятой Летней Спартакиаде учащихся в Ростове-на-Дону заняла 12 место.
На соревнованиях «Юные гимнастки» в Казани заняла 10 место.
На «Надеждах Санкт-Петербурга» заняла 1 место.
На «Надеждах России» в Казани заняла 5 место.

### 2012 год
В январе на «Первенстве Санкт-Петербурга» Саша с успехом заняла 1 место.
На «Первенстве России» в феврале заняла лишь 20 место, однако её заметила главный тренер сборной команды России И. А. Винер и предложила выступить на Гран-При 2012 года в Москве вне команды в упражнении с мячом. Александра набрала 23,600 баллов, заняв 67 место.
На «Чемпионате Санкт-Петербурга» заняла 2 место, пропустив вперёд гимнастку Диану Ибрагимову.
Саша получила травму правой стопы, но успешно её вылечила.

### 2013 год
В марте на «Открытом Чемпионате Санкт-Петербурга» заняла 3 место, пропустив вперёд гимнасток Диану Ибрагимову и Веронику Рудычеву.
На турнире городов «Алые паруса» в Санкт-Петербурге заняла 2 место, пропустив вперёд Диану Ибрагимову.
С сентября 2013 года Семёнова состоит в основном составе сборной России в групповых упражнениях.

### 2014 год
На Гран-При в Москве в 2014 году Александра вместо со своей командой взяла 1 место в многоборье и финалах. На Гран-При в Тие её команда заняла 1 место в многоборье и отдельных видах. На соревнованиях в Штутгарте также заработали 1 место.
На Гран-При в Холоне в многоборье стали вторыми.
На кубке Мира в Ташкенте успешно взяли золото во всех видах соревнований.
На Чемпионате Европы в Баку взяли золото в многоборье и в упражнении с 3 мячами и 2 лентами, и серебро в упражнении с 10 булавами.
На Кубке Мира в Софии взяли всё золото.
В сентябре на Чемпионате Мира в Измире снова взяли всё золото.

### 2015 год
В 2015 году Александра выбыла из основного состава сборной России.
6 сентября 2015 года получила звание Заслуженного мастера спорта Российской Федерации.